# World Series of Poker 1988
 (décembre 2023).
Si vous disposez d'ouvrages ou d'articles de référence ou si vous connaissez des sites web de qualité traitant du thème abordé ici, merci de compléter l'article en donnant les références utiles à sa vérifiabilité et en les liant à la section « Notes et références ».
 (décembre 2023).
La mise en forme du texte ne suit pas les recommandations de Wikipédia : il faut le « wikifier ».
Les points d'amélioration suivants sont les cas les plus fréquents. Le détail des points à revoir est peut-être précisé sur la page de discussion.
- Les titres sont pré-formatés par le logiciel. Ils ne sont ni en capitales, ni en gras.
- Le texte ne doit pas être écrit en capitales (les noms de famille non plus), ni en gras, ni en italique, ni en « petit »…
- Le gras n'est utilisé que pour surligner le titre de l'article dans l'introduction, une seule fois.
- L'italique est rarement utilisé : mots en langue étrangère, titres d'œuvres, noms de bateaux, etc.
- Les citations ne sont pas en italique mais en corps de texte normal. Elles sont entourées par des guillemets français : « et ».
- Les listes à puces sont à éviter, des paragraphes rédigés étant largement préférés. Les tableaux sont à réserver à la présentation de données structurées (résultats, etc.).
- Les appels de note de bas de page (petits chiffres en exposant, introduits par l'outil «  Source ») sont à placer entre la fin de phrase et le point final[comme ça].
- Les liens internes (vers d'autres articles de Wikipédia) sont à choisir avec parcimonie. Créez des liens vers des articles approfondissant le sujet. Les termes génériques sans rapport avec le sujet sont à éviter, ainsi que les répétitions de liens vers un même terme.
- Les liens externes sont à placer uniquement dans une section « Liens externes », à la fin de l'article. Ces liens sont à choisir avec parcimonie suivant les règles définies. Si un lien sert de source à l'article, son insertion dans le texte est à faire par les notes de bas de page.
- La présentation des références doit suivre les conventions bibliographiques. Il est recommandé d'utiliser les modèles {{Ouvrage}}, {{Chapitre}}, {{Article}}, {{Lien web}} et/ou {{Bibliographie}}. Le mode d'édition visuel peut mettre en forme automatiquement les références.
- Insérer une infobox (cadre d'informations à droite) n'est pas obligatoire pour parachever la mise en page.

Pour une aide détaillée, merci de consulter Aide:Wikification.
Si vous pensez que ces points ont été résolus, vous pouvez retirer ce bandeau et améliorer la mise en forme d'un autre article.
Résultats des World Series of Poker 1988.

## Résultats
| Tournoi                      | Vainqueur         | Prix     | Finaliste          |
| ---------------------------- | ----------------- | -------- | ------------------ |
| $1,500 Limit Hold'em         | Val Carpenter     | $223,800 | Jack Keller        |
| $1,500 No Limit Hold'em      | Russ Gibe         | $181,800 | Hans "Tuna" Lund   |
| $2,500 Pot Limit Omaha       | Gilbert Gross     | $127,700 | Hugh Todd          |
| $5,000 Seven Card Stud       | Thor Hansen       | $158,000 | David Heyden       |
| $1,000 Limit Omaha           | David Helms       | $91,200  | Don Williams       |
| $1,500 Seven Card Stud Split | Lance Hilt        | $123,600 | Joe Petro          |
| $500 Ladies' Seven Card Stud | Loretta Huber     | $17,000  | Ester Rossi        |
| $1,500 Seven Card Stud       | Merrill Hunt      | $130,200 | Johnny Moss        |
| $5,000 Deuce to Seven Draw   | Seymour Leibowitz | $157,500 | David "Chip" Reese |
| $1,500 Ace to Five Draw      | Johnny Moss       | $116,400 | Richard Chase      |
| $1,000 Seven Card Razz       | Don Williams      | $76,800  | Art Youngblood     |

## Table Finale du Main Event
| Place | Nom             | Prix     |
| ----- | --------------- | -------- |
| 1er   | Johnny Chan     | $700,000 |
| 2e    | Erik Seidel     | $280,000 |
| 3e    | Ron Graham      | $140,000 |
| 4e    | Humberto Brenes | $83,050  |
| 5e    | T. J. Cloutier  | $63,000  |
| 6e    | Jim Bechtel     | $49,000  |